# ワンダーフリック
『ワンダーフリック』は、レベルファイブより配信されていたスマートフォン用ゲームアプリ。Android版は2014年1月8日、iOS版同年2月8日に順次サービスが開始され、2015年9月14日をもってサービスを終了した。ジャンルはコンピュータRPG。
発表当初はWii U / PlayStation Vita / PlayStation 3 / PlayStation 4 / Xbox One版も開発されそれらとデータを共有できるとされていたが、iOS / Android版の終了とともにサービス開始予定の表記が公式サイトから削除された。

## 沿革
2013年8月26日に行われた、レベルファイブの新作発表会『LEVEL5 VISION 2013 「渦」』で発表された。iOS・Android・Wii U・PlayStation Vita・PlayStation 3・PlayStation 4・Xbox Oneに対応し、異なる機種の間でデータの互換性のあるプレイスタイル「UNIPLAY（ユニプレイ）」対応ソフト第1弾として発表されていた。
2013年11月11日からは事前登録が開始され、登録すると装備品「ファイアソードピアス」が手に入る。登録受付はiOS版が12月14日、Android版が12月25日まで。
2013年11月23日にはiOS版の配信を、当初予定していた25日から30日に延期すると発表したが、当初の予定より16時間遅れて、iOS向けに『ワンダーフリック 大冒険プロローグ』が25日より配信開始された。『大冒険プロローグ』は『ワンダーフリック』のシステムやプレイのコツを学べるもので、物語への導入がプレイ可能。最後までプレイすると、「オンラインサービス対応版」配信開始時に装備品「スノーレディの首飾り」がプレゼントされる。『大冒険プロローグ』は、配信21時間で10万ダウンロードを突破した。
2013年12月13日には、事前登録人数の11万人突破を発表。
2014年1月8日、Android版の配信を開始。
2014年2月8日、iOS版の配信を開始。
2014年8月30日、メジャーアップデート（Ver.2.00）を実施し、『ワンダーフリックR』へリニューアル。
2015年9月14日、サービス終了。公式サイトからは、予定されていたWii U / PlayStation Vita / PlayStation 3 / PlayStation 4 / Xbox One版のサービス開始予定の表記が削除された。

## ゲーム内容
プレイヤーは広大な世界「グリムナース」を舞台に、自分の分身「アバター」を装備品で強化しながら、レアアイテムを求めて冒険していく。
バトルシステムはタイトルにもあるフリックがキーとなる。バトルでは武器攻撃・魔法・回復アイテムなどに対応するアイコンが描かれたメダルが並び、これを弾くようにフリックすることでコマンド入力が行われる。